# Tigru javaian
Tigrul javaian (Panthera tigris sondaica) este o subspecie dispărută de tigru. Aceștia au locuit pe insula indoneziană Java până la mijlocul anilor 1970. A fost una dintre cele trei subspecii limitate la insule.
Aceștia erau printre cei mai mici tigri, după tigrii de Bali. Aveau o lungime a corpului de 200–245 cm, și o greutate de 100–140 kg (masculii), iar femelele aveau o lungime a corpului mai mică, precum și o greutate de 75–100 kg.